# Hrabstwo Starke
Hrabstwo Starke (ang. Starke County) – hrabstwo w stanie Indiana w Stanach Zjednoczonych.

## Geografia
Według spisu z 2010 roku obszar całkowity hrabstwa obejmuje powierzchnię 312,21 mili2 (808,62 km²), z czego 309,13 mili2 (800,64 km²) stanowią lądy, a 3,07 mili2 (7,95 km²) stanowią wody. Według szacunków United States Census Bureau w roku 2012 miało 23 213 mieszkańców. Jego siedzibą administracyjną jest Knox.

### Miasta
- Hamlet
- Knox
- North Judson

### CDP
- Bass Lake
- Koontz Lake
- San Pierre